# Ondangwa-Stadt
Ondangwa-Stadt (englisch Ondangwa Urban) ist ein Wahlkreis in der Region Oshana im Norden Namibias. Verwaltungssitz ist die gleichnamige Stadt, deren Grenzen mit dem Wahlkreis identisch sind. Der Wahlkreis hat (Stand 2023) knapp 31.500 Einwohner auf einer Fläche von 59,5 km².

## Wahlen
| Wahl | Name               | Partei | Stimmenanteil |
| ---- | ------------------ | ------ | ------------- |
| 1992 |                    |        |               |
| 1998 | Ismael Uugwanga    | SWAPO  | 96,1 %        |
| 2004 | Ismael Uugwanga    | SWAPO  | 94,8 %        |
| 2010 | Kaushiweni Abraham | SWAPO  | 91,1 %        |
| 2015 | Elia Irimari       | SWAPO  | 91,8 %        |
| 2020 | Leonard Negongo    | SWAPO  | 46,2 %        |